# Hongkongs flagga
Hongkongs flagga, som började användas den 1 juli 1997, då Hongkong återbördades till Kina, består av en röd bakgrund och en vit blomma med fem kronblad i mitten. Blomman är en stiliserad bauhinia blakeana, hongkongbauhinia som är typisk för Hongkong där trädet blommar genom hela vintern. I varje blomblad finns en röd stjärna, för att påminna om de fem stjärnorna i Kinas flagga.